# A través de mi ventana
A través de mi ventana (bra: Através da Minha Janela; prt: Da Minha Janela) é um filme de romance adolescente espanhol de 2022, dirigido por Marçal Forés e com roteiro de Eduard Sola, baseado no romance homônimo de Ariana Godoy, publicado originalmente no Wattpad. É estrelado por Julio Peña, Clara Galle e Pilar Castro. Foi lançado na Netflix em 4 de fevereiro de 2022. Uma sequência intitulada A través del mar foi lançada em 23 de junho de 2023. O terceiro e último filme, A través de tu mirada, foi lançado em 23 de fevereiro de 2024.

## Enredo
Raquel começa a narrar a história de sua vida. Em uma sala de aula, a vemos se recusando a ler sua tarefa, pois, embora saiba escrever uma história, não tem coragem de contá-la. Ela então diz que sua história não começa nesta sala de aula, na verdade começa em sua casa.
Sua casa, como ela descreve, é uma morada humilde que, por altos e baixos, acabou cercada por um império da mansão Hidalgo. Os Hidalgos são seus vizinhos, mas seu estilo de vida é completamente diferente do dela. Os Hidalgos são donos da Alpha 3, uma das empresas mais influentes do país, cuja sede é o edifício mais famoso de Barcelona.
Alpha 3 refere-se aos três herdeiros do império, os irmãos Hidalgo, Artemis, Ares e Apolo. Raquel tem uma obsessão doentia por Ares, mas nunca disse uma palavra a ele. Ela sabe tudo o que ele faz e gosta de coletar informações sobre ele.
Apolo agradece a Raquel por deixá-los usar o Wi-Fi dela, pois o deles está quebrado. Ela fica confusa e descobre que Ares invadiu seu computador e roubou a senha do Wi-Fi. No dia seguinte, Raquel segue Ares até uma área arborizada e isolada, onde ela o confronta por ele hackear seu computador. Em resposta, ele escreve a senha na mão dela e fala sobre o código da senha que diz: 'Ares, Deus Grego'. Eles trocam palavras que levam Raquel a admitir que gosta dele e quer que ele se apaixone por ela.
À noite, ela desliga o Wi-Fi para mostrar que é ela quem está no controle. Mas Ares sobe a janela de seu quarto e a conecta novamente. Eles compartilham um momento quente que deixa Raquel querendo mais. No dia seguinte, Ares a convida para uma festa onde ela o seduz, mas não o deixa conseguir o que quer e exclama que o karma é uma merda. Mais tarde, ela paga uma bebida para Apolo, que fica muito bêbado e não quer voltar para casa. Ela o leva até sua casa com a ajuda de sua amiga Daniela. No caminho para sua casa, Apolo acidentalmente quebra seu telefone. Ares novamente sobe pela janela dela e diz que até que seu pai vá trabalhar, eles não podem voltar para casa. Ares se abre com ela sobre a morte de seu avô e como ele também tem alergias como ele. Ares presenteia Raquel com um novo telefone, mas ela não fica muito satisfeita com o gesto. Então ela vai até a casa dele para devolver o telefone, mas as coisas ficam muito quentes e eles acabam fazendo sexo. Mas depois disso, Ares age com indiferença, o que deixa Raquel com muita raiva e ela sai furiosa.
Ela percebe que deixou seu medalhão na casa dele, então ela volta para pegá-lo. Ela acaba passando a noite, mas pela manhã ele a dispensa novamente e a faz ir embora. Os amigos de Raquel, Daniela e Yoshi, a levam a uma festa para ajudá-la a esquecer Ares, onde ela fica bêbada. Ares a vê na rua totalmente vulnerável e a leva para sua casa. Ares admite que a tem afastado porque ela o faz sentir coisas, porém seu pai já traçou um caminho para ele que ele precisa seguir. Um caminho que não envolve se apaixonar por nenhuma garota. Ares diz a Raquel que realmente se importa com ela e pede que ela lhe dê outra chance.
Tudo parece estar indo bem desta vez. Mas isso é até Ares levar Raquel a uma festa de família para provar algo a seu pai. Lá, Raquel se sente humilhada ao ver sua mãe trabalhando como garçonete.
Raquel tem uma conversa sincera com a mãe onde ela diz para ela não seguir os passos do pai. Seu pai era um grande escritor, mas nunca teve coragem de publicar seu romance. Ela a encoraja a cortar todo o drama e apenas dizer a Ares o que ela realmente sente por ele.
Raquel vai até a casa de Ares para dizer isso a ele, mas não pode entrar em casa porque todos em sua família sentem que ela é uma distração que o impedirá de atingir seus objetivos. Ares desobedece a todos e corre para o baile onde é confontrado por Yoshi por partir o coração de Raquel tantas vezes.
Yoshi fica furioso e não deixa Ares falar com Raquel. Eles batem boca que os leva a uma luta onde Yoshi empurra Ares para uma piscina parcialmente vazia, derramando cloro enquanto ele tenta sair.
Raquel o visita no hospital e fica ao seu lado o tempo todo até que ele se recupere completamente. Passado o susto, a família de Ares o deixa fazer o que quiser. Então, ele decide estudar medicina em Estocolmo. No aeroporto, Ares confessa que quebrou propositalmente o Wi-Fi deles para poder falar com ela.
Raquel finalmente cria coragem de contar sua história, então quatro meses depois ela publica seu livro chamado A través de mi ventana.
Os créditos finais rolam quando é visto Ares escalar sua janela para surpreendê-la.

## Elenco
- Julio Peña como Ares Hidalgo
- Clara Galle como Raquel Mendoza
- Pilar Castro como Rosa María/Tere
- Hugo Arbues como Apolo Hidalgo
- Rachel Lascar como Sofía Hidalgo
- Eric Masip como Artemis Hidalgo
- Natalia Azahara como Daniela Fernández
- Guillermo Lasheras como Yoshua "Yoshi" García
- Abel Folk como Juan Hidalgo
- Marià Casals como Marco
- Lucía de la Puerta como Samy
- Emilia Lazo como Claudia Martínez

## Produção

### Desenvolvimento
Em 2016, a autora Ariana Godoy começou a escrever o romance em que o filme foi baseado em uma plataforma de leitura on-line chamada Wattpad. Após o sucesso da história, que acumula mais de 250 milhões de visualizações na plataforma, editoras de diversos países convidaram a escritora para publicar o romance em formato físico, sendo adaptado na Espanha pela editora Alfaguara. Em abril de 2021, o serviço de streaming Netflix anunciou a produção do filme na Espanha para ser lançado mundialmente por meio da plataforma.

### Filmagens
As filmagens começaram em Barcelona, Espanha, em 14 de março de 2021 e terminaram em 30 de abril do mesmo ano. As sequências, intituladas A través del mar e A través de tu mirada foram gravadas juntas entre abril e julho de 2022.

## Lançamento
Em setembro de 2021, por meio do Festival Tudum, um evento global da Netflix, a data de lançamento do filme foi revelada para 4 de fevereiro de 2022. O filme estreou no Cines Callao, em Madrid, em 2 de fevereiro, dois dias antes da estreia oficial na plataforma, contando com uma photocall onde desfilaram os protagonistas do filme, além de outras celebridades como o cantor colombiano Sebastián Yatra, a atriz Mina El Hammani, a ex-atriz erótica Lana Rhoades e o cantor Alfred Garcia.
A través de mi ventana foi lançado na Netflix em 4 de fevereiro de 2022.

## Recepção

### Audiência
O filme foi muito bem recebido nas primeiras semanas de seu lançamento, tornando-se o terceiro filme de língua não-inglesa mais assistido na plataforma Netflix. O sucesso do filme fez com que a plataforma renovasse o filme para mais duas partes, focando na história de Ares e Raquel, ao contrário da trilogia dos livros. A crítica especializada concordou que o filme apresenta uma história de amor adolescente que não apresenta elementos surpreendentes ao espectador que ainda não tenham sido vistos em filmes semelhantes, mas que consegue fisgar o espectador.

### Resposta da crítica
No site agregador de críticas Rotten Tomatoes, o filme tem um índice de aprovação de 0% com base em seis avaliações. Janire Zurbano, da Cinemanía, avaliou o filme com 2 de 5 estrelas, considerando que a obra apresentava "sexo, tentativas de empoderamento feminino e os mesmos velhos clichês tóxicos".

## Sequências
Em fevereiro de 2022, a Netflix relatou o desenvolvimento de duas sequências, anunciando posteriormente o título da primeira como A través del mar, contando com Andrea Chaparro, Iván Lapadula e Carla Tous como novas adições ao elenco. A primeira sequência foi estreada em 23 de junho de 2023. A terceira e última parte, A través de tu mirada, foi lançada em 23 de fevereiro de 2024.